# Le Lit 29
Le Lit 29 est une nouvelle de Guy de Maupassant, parue en 1884.

## Historique
Signée Maufrigneuse, Le Lit 29 est initialement publiée dans le quotidien Gil Blas du 8 juillet 1884.

## Résumé
Le Lit 29 est une histoire qui se passe dans les années 1870. Elle raconte l'histoire du capitaine Épivent, un soldat au grade de capitaine, appartenant au régiment du 102e hussard. Le héros est un coureur de jupons, qui est haï de tous les hommes du village et envié de toute la garnison. Un jour de 1868, son régiment est envoyé à Rouen, où il rencontra Irma, une femme galante. Ils ne tardent pas à devenir amants et toute la ville le sait vite, surtout à cause du capitaine qui ne cesse de se vanter. La guerre contre les Prussiens est déclarée et le capitaine et son régiment partent combattre. À la fin de la guerre, celui-là ne retrouve plus sa belle Irma. Les avis divergent à son propos, les uns racontant qu'elle est chez ses parents, les autres qu'elle est partie avec un Prussien. Elle finit par lui envoyer une lettre, où elle dit être à l’hôpital. Le capitaine s’y rend deux fois et découvre qu’elle se trouve chez les syphilitiques. Bien qu’elle se soit sacrifiée pour la patrie, il la rejette ; elle meurt le lendemain de sa dernière visite.

## Analyse de l’œuvre

### Contexte historique
Le contexte historique de la nouvelle est la guerre franco-prussienne, qui s'est déroulée du 19 juillet 1870 au 29 janvier 1871. La guerre a donné suite à une défaite dont on retrouve un indice dans la nouvelle : « Le régiment fut fort éprouvé ». La nouvelle se passe pendant cette guerre mais elle a été écrite treize ans plus tard. De plus, on note des références à cet épisode historique, telles que : « Salauds de prussiens » ; ou l'évocation d'un personnage réel comme « Bourbaki ». Maupassant a une vision négative de la guerre et il le dit explicitement dans l'article « La Guerre ». Dans la nouvelle, il critique la violence de façon plus implicite, à travers un personnage ridicule (le capitaine Épivent).  

### La composition du récit
La structure du récit est simple. Il possède une situation initiale assez longue, comportant un portrait physique et moral. La situation initiale raconte également la rencontre du héros avec Irma. L’élément perturbateur correspond au début de la guerre, qui bouleverse la vie des personnages. Une suite de péripéties comprend le retour du héros, et sa découverte de la maladie d’Irma. La chute correspond à la découverte de la mort de cette dernière.
Le temps du récit est accéléré par la forte présence d’ellipses et de sommaires. Mais la nouvelle débute cependant par une longue pause. Elle met enfin en valeur certaines actions grâce à des dialogues.
On peut en conclure que ce récit est une nouvelle, en s'appuyant sur la définition[Laquelle ?] de Charles Baudelaire. Pour ce dernier, « si la première phrase  n’est pas écrite en vue de préparer l’impression finale, l’œuvre est manquée dès le début ». Or, si le capitaine Epivent est décrit de manière satirique, cela prépare effectivement la fin du récit où l'on peut constater sa lâcheté. De plus, Baudelaire précise qu' « une nouvelle courte vaut encore mieux qu'une nouvelle trop longue ». Or Le Lit 29 est un récit bref et condensé grâce à ses ellipses fréquentes et son schéma narratif simple.

### Le narrateur et son point de vue
Dans la nouvelle Le Lit 29, le narrateur a un statut extradiégétique, il n'est pas un personnage de l'histoire. Cependant, il a un point de vue omniscient, il sait tout et connaît la vie des personnages et leurs sentiments. Par exemple, il exprime ceux du capitaine Épivent dans la phrase : « Il méprisait tout le monde avec en général beaucoup de degrés dans son mépris ». La présence du discours indirect libre confirme le point de vue adopté par le narrateur.
Par ailleurs, il décrit les personnages de manière tantôt subjective tantôt objective. Il emploie du reste la satire pour caricaturer ses personnages, en utilisant par exemple les verbes « paradait » et « se pavanait », l'adjectif « fier » ou le substantif « jarret », pour décrire le comportement du capitaine Épivent en le rapprochant ainsi d'un coq. Le point de vue adopté est donc globalement subjectif. 

### Le réalisme du récit
La nouvelle Le Lit 29 est réaliste. En effet, l'aspect documentaire de la description donne une impression de réalisme en incluant des lieux précis comme « Rouen », ou des espaces domestiques tels que « l'hôpital » ou « la rue », ainsi que des dégradations du corps telles que « si fatiguée et si maigre ». La représentation des personnages dans le récit révèle en outre des oppositions de classes sociales, notamment par le statut de haut gradé du capitaine et la profession de prostituée d'Irma. Le narrateur joue aussi des effets de réel en évoquant Bourbaki, un homme de guerre ayant existé. Enfin on trouve des expressions familières telles que « Ah ! Les salaupiauds ». Néanmoins cette nouvelle, par sa brièveté, illustre la théorie de Maupassant selon laquelle un auteur réaliste ne doit pas chercher à montrer tout le réel, mais sélectionner les éléments importants.

### La question de l’héroïsme
On pourrait croire que le véritable héros est Épivent. En effet, au début de la nouvelle, ce personnage est valorisé par un vocabulaire mélioratif. Mais le champ lexical de la guerre est utilisé pour instaurer l’image d’un héroïsme galant teinté d’ironie, et une ellipse est employée lorsqu’il s’agit d’évoquer son héroïsme de guerre. Dès son retour du front, les événements s’accélèrent et l’auteur dévoile le vrai visage d’Épivent : un lâche qui abandonne finalement la femme qui l’aime. 
Irma en revanche, est paradoxalement plus héroïque. En effet, pendant l’absence d’Épivent, quand les Prussiens sont à Rouen, ils lui transmettent la syphilis « presque de force ». Or, au lieu de se soigner, elle décide de contaminer le plus de Prussiens possible. Elle fait de la maladie son arme, et se sacrifie à la cause patriotique.
Cela amène à rapprocher Le Lit 29 d’une autre nouvelle de Maupassant dans laquelle une prostituée tient le rôle principale : Boule de Suif. Ce personnage féminin est contraint de faire l’amour avec un Prussien pour sauver un groupe de bourgeois, nobles et religieuses, qui ne lui montrent pourtant aucune gratitude. Ces deux femmes ont une forme d’héroïsme qui n’est pas reconnue, et qui est même rejetée par la société qu’elles ont aidée.

### Le Lit 29dans la vie et l’œuvre de Maupassant
Irma est un personnage inspiré d’une histoire vraie : Maupassant tenait cette dernière d’Henry Céard qui la lui aurait contée en 1876. C’est l’histoire d’une femme syphilitique mourant à l’hôpital après avoir patriotiquement contaminé les Prussiens. De surcroît, on peut faire quelques liens entre la nouvelle et la vie de son auteur : Maupassant était malade de la syphilis quand il a écrit ce texte. Il a aussi étudié (vécu) à Rouen, ville dont il fait le cadre de son récit.
La même année (1884) que la publication du Lit 29, ont paru : Au soleil, journal de voyage, ainsi que Miss Harriet, Les sœurs Rondoli, et la préface aux lettres de Flaubert à George Sand.

## Éditions
- 1884 -  Le Lit 29, dans Gil Blas lire en ligne sur Gallica
- 1886 -  Le Lit 29, dans Toine aux éditions Marpon-Flammarion, illustrations de Paul-Eugène Mesplèslire en ligne sur Gallica
- 1979 -  Le Lit 29, dans Maupassant, Contes et Nouvelles, tome II, texte établi et annoté par Louis Forestier, éditions Gallimard, Bibliothèque de la Pléiade.